# Germán Sánchez Ruipérez
Germán Sánchez Ruipérez (Peñaranda de Bracamonte, Salamanca, 12 de setembre de 1926 - República Dominicana, 12 de febrer de 2012) va ser un empresari del món de l'edició i persona destacada en el mecenatge cultural d'Espanya amb la fundació que porta el seu nom.

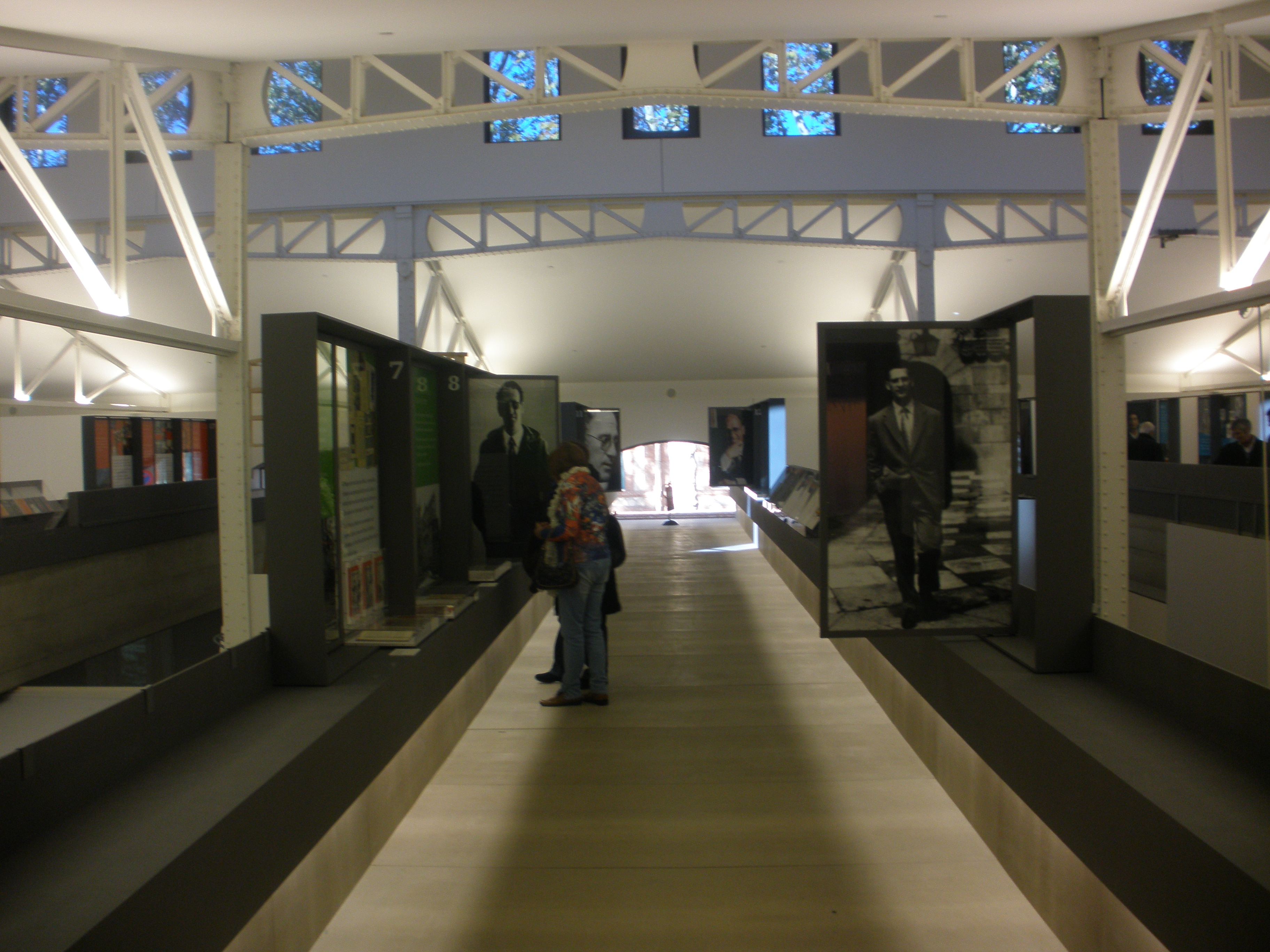
Exposició Germán, sobre la vida de Germán Sánchez Ruipérez, a la Casa del Lector.

## Biografia
Fill d'una mestra i un llibreter, es va traslladar amb la seva família a Salamanca acabada la Guerra Civil i en 1942 es va incorporar al negoci familiar de la llibreria. Es casa en 1953 amb Ofelia Grande i per aquesta època viatja a Londres, on coneix a Sir Stanley Unwin, qui serà una guia fonamental en la seva formació com a editor.
En 1958 funda Ediciones Anaya S.A., amb seu a Salamanca, destinada a la creació de llibres educatius i de text. Amic del filòleg Fernando Lázaro Carreter, els manuals de literatura espanyola que aquest compon per a la seva editorial i el seu expert assessorament converteixen a l'editorial en una de les grans d'Espanya. Posteriorment estén la seva activitat a altres empreses editorials creant algunes de les més importants, com Cátedra, Pirámide, Barcanova, Algaida, Anaya Multimedia o Anaya Interactiva, i adquireix altres, com Tecnos, Bibliograf, Credsa, Alianza Editorial (un dels seus grans èxits professionals) i Edicions del Prado. De la suma de totes elles neix el Grup Anaya SA. En aquest llarg procés va comptar amb col·laboradors com Antonio Basanta Reyes i Felicidad Orquín. Una de les seves preocupacions va ser el desenvolupament de la cultura del llibre infantil i va crear diversos premis al foment de la lectura i a l'excel·lència professional de professors o escriptors. A més va iniciar una expansió pel continent americà, creant editorials independents al costat de diferents socis locals.
En 1981 va crear la Fundació Germán Sánchez Ruipérez, amb seus a Madrid, Peñaranda de Bracamonte i Salamanca, dedicada a la formació de professionals del sector editorial i al foment de la lectura, i va impulsar la creació de la Casa del Lector a Madrid. En 1990 va fundar un periòdic, El Sol, que va durar dos anys, i des de les seves pàgines va fomentar la cultura publicant una col·lecció econòmica de grans autors de la literatura universal que es venia conjuntament amb cada exemplar. En els últims anys va anar desfent-se dels diferents segells que va adquirir, inclòs Alianza, i va vendre el segell fundacional, per quedar-se tan sols al capdavant de la Fundació Germán Sánchez Ruipérez, l'únic objectiu de la qual segueix sent la difusió de la lectura.
Va morir després de dos dies hospitalitzat en la República Dominicana. La seva reneboda, Ofelia Grande, és la directora d'Ediciones Siruela, i continua amb les dues vocacions del seu besoncle: la literatura d'adults i un bon catàleg de literatura infantil.

## Distincions
Va ser membre de patronats de diferents entitats culturals i ha estat distingit amb importants condecoracions, com la Comanda amb Placa d'Alfons X El Savi, Comanda de Nombre de l'Orde d'Isabel la Catòlica, Medalla d'Or de la Ciutat de Salamanca, Medalla d'Or de la Cambra de comerç i Indústria de Salamanca, Distinció del Mercy College de Nova York i el nomenament com a Cavaller de l'Orde Nacional del Mèrit de França. Doctor Honoris causa per la Universitat de Salamanca en 2010.